# Pyramide pentagonale
En géométrie, la pyramide pentagonale est un des solides de Johnson (J2). Comme toute pyramide, c'est un polyèdre autodual. Il peut être vu comme le "couvercle" d'un icosaèdre; le reste de l'icosaèdre forme la pyramide pentagonale gyroallongée, J11.
Les 92 solides de Johnson ont été nommés et décrits par Norman Johnson en 1966.
Plus généralement, une pyramide pentagonale de sommet uniforme d'ordre 2 peut être définie avec une base pentagonale régulière et 5 côtés en forme de triangles isocèles de hauteur quelconque.

## Exemples
Certaines molécules peuvent avoir une géométrie moléculaire pyramidale pentagonale. 